# 283
سنة 283 م (بالأرقام الرومانية: CCLXXXIII) كانت سنة بسيطة تبدأ يوم الإثنين (الرابط يظهر نموذج الجدول الزمني الكامل للسنة) من التقويم اليولياني. بدأت تسمية السنة ب283 منذ العصور الوسطى المبكرة، عندما أصبح تقويم أنو دوميني هو الأسلوب السائد في أوروبا لتسمية السنوات.

## وفيات
- أناتوليوس قسيس لوديكيا
- إيوتشيان
- تيموثاوس و مورا
- ماركوس أوريليوس كاروس